# Віктор'єн Сарду
Віктор'єн Сарду (фр. Victorien Sardou; 5 вересня 1831, Париж — 8 листопада 1908) — французький драматург, який панував на паризькій сцені періоду Другої імперії. Сарду належить 70 п'єс, багато з яких були спеціально написані для модних актрис Сари Бернар і Віржині Дежазе. Його «комедія моралі» «Les Pattes de mouche» (1860) довгий час вважалася зразком бездоганно побудованій п'єси.
У 1863 році Віктор'єн Сарду був нагороджений орденом Почесного легіону, у 1877 він стає членом Французької академії.

## Творчість
Спочатку вивчав медицину, потім давав уроки, писав статті в журналах, дебютував в драматичній літературі комедією (1854). У творчому доробку Сарду зустрічаються комедії-водевілі («Nos intimes»), комедії моралі («Maison neuve», 1866), побутові драми («Dora», 1877; «Odette», 1881), історичні комедії («M-me Sans-Gêne», 1893) і навіть трагедія («Patrie», 1869.
Роботи Сарду відрізняють майстерне ведення інтриги, гострі несподівані ситуації, пристрасть до сценічних ефектів, злободенні (точніше — модні) теми. На початку XX століття Сарду стрімко втрачає популярність і піддається нещадній критиці (зокрема, з боку Бернарда Шоу) за пристрасть до стандартних сюжетних ходів і театральних прийомів, а також безідейність. Еміль Золя писав, що Сарду використовує в своїх п'єсах вдалий шаблон заради успіху, орієнтуючись на невибагливі смаки публіки. Також відзначаючи, що незважаючи на те, що він пише з натхненням і володіє чудовим сценічним чуттям, але при цьому не в силах створити значний, довговічний твір.
Образи Сарду схематичні, різко розмежовуються на позитивні й негативні; перші ідеалізовані й героїзовані, другі — в комедіях нерідко підкреслено карикатурні, а в драмах перетворюються в «підступних лиходіїв».
На основі п'єс Сарду написані опери «Батьківщина!» Еміля Паладіля (1886), «Федора» (1898) і «Мадам Сан-Жен» (1915) Умберто Джордано, «Тоска» Пуччіні (1900) та ін.
Зять (чоловік доньки) — драматург Робер де Флер.

## Цікаві факти
- На ім'я героїні п'єси Сарду «Федора» (1882) княгині Ромазової, названо капелюх з м'якого фетру — федора. Головну героїню, вдову графа Горишкіна на і'мя Федора, зіграла Сара Бернар, а для вистави в театрі «Водевіль» був створений головний убір нового типу — капелюх з одним заломом по центру й двома ум'ятинами по боках.
- Сарду захоплювався спіритизмом і набув репутацію відомого медіума.[9].